# Angerona intensa
Angerona intensa là một loài bướm đêm trong họ Geometridae.